# 奇爾卡區 (卡涅特省)
12°31′07″S 76°44′17″W / 12.5186°S 76.7381°W
奇爾卡區（西班牙語：Distrito de Chilca），是秘魯的一個區，位於該國中南部利馬大區的卡涅特省，面積475.5平方公里，海拔高度3米，2005年人口14,180，人口密度每平方公里30人。